# Ondas de radio

Animación de un dipolo de media longitud de onda radiando ondas radio, mostrando las líneas de campo eléctrico. La antena en el centro está compuesta por dos hilos metálicos verticales cuya longitud es la mitad de la longitud de onda, a los cuales se aplica una corriente alterna en el centro por parte de un transmisor radio (no mostrado). La tensión carga los dos lados de la antena alternadamente de manera positiva (+) y negativa (−). Las líneas de campo eléctrico (líneas negras) salen de la antena y viajan a la velocidad de la luz; estas son las ondas de radio. La animación está considerablemente ralentizada.

Las ondas de radio son un tipo de radiación electromagnética con longitudes de onda en el espectro electromagnético más largo que la luz infrarroja.
Estas ondas se propagan desde frecuencias de 10  kHz hasta 10 THz, cuyas correspondientes longitudes de onda son desde los 100 km hasta los 100 μm. Como todas las ondas electromagnéticas, si viajan por el vacío o por el aire, las ondas de radio viajan a la velocidad de la luz.
Pueden ser creadas por fenómenos naturales tales como relámpagos, o por objetos astronómicos. También pueden ser generadas de manera artificial y son utilizadas para comunicaciones de radio fija y móvil, radiodifusión, radar y otros sistemas de navegación, satélites de comunicaciones, redes telemáticas inalámbricas y otras muchas aplicaciones.
Este tipo de ondas están generadas por transmisores de radio y son recibidas por receptores de radio. Por otra parte, tienen características de propagación diferentes en función de la frecuencia. Esto significa que pueden distinguirse alrededor de obstáculos como montañas y seguir el contorno de la tierra (ondas de superficie), las ondas más cortas pueden refractarse en la ionosfera y alcanzar puntos más allá del horizonte (ondas ionosféricas), mientras que longitudes de onda mucho más cortas se difractan muy poco y viajan en línea recta. Esto se conoce como propagación en línea de vista, así que sus distancias de propagación están limitadas al horizonte visual.

Espectro de las ondas electromagnéticas

## Descubrimiento y explotación

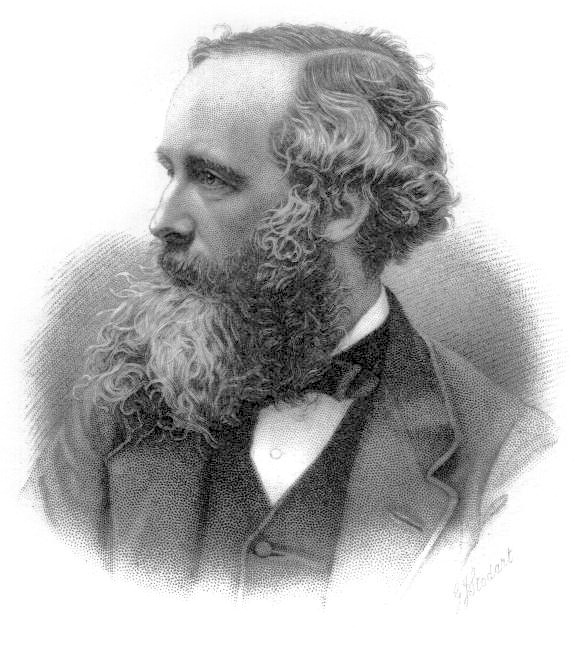
James Clerk Maxwell (1831–1879)

Las ondas de radio se predijeron por primera vez en un trabajo matemático realizado en 1867 por el físico matemático escocés James Clerk Maxwell. Maxwell descubrió las propiedades de la luz en forma de onda y similitudes en las observaciones eléctricas y magnéticas. Su teoría matemática, ahora llamada ecuaciones de Maxwell, describía ondas de luz y ondas de electromagnetismo que viajan en el espacio, irradiadas por una partícula cargada a medida que experimenta una aceleración. En 1887, Heinrich Hertz demostró la realidad de las ondas electromagnéticas de Maxwell al generar experimentalmente ondas de radio en su laboratorio, demostrando que exhibían las mismas propiedades de onda que la luz: ondas estacionarias, refracción, difracción y polarización. Las ondas de radio, originalmente llamadas "ondas hertzianas", fueron utilizadas por primera vez para la comunicación a mediados de la década de 1890 por Guglielmo Marconi, quien desarrolló los primeros transmisores y receptores prácticos de radio. El término moderno "onda de radio" reemplazó el nombre original "onda hertziana" alrededor de 1912.

## Velocidad, longitud de onda y frecuencia
En el vacío las ondas de radio viajan a la velocidad de la luz. Cuando pasan a través de un medio material, se ralentizan según la permeabilidad y permitividad de ese objeto. El aire es lo suficientemente tenue como para que en la atmósfera terrestre las ondas de radio viajen muy cerca de la velocidad de la luz.
La longitud de onda es la distancia desde un pico del campo eléctrico de la onda (pico / cresta de la onda) al siguiente, y es inversamente proporcional a la frecuencia de la onda. La distancia que recorre una onda de radio en un segundo, en el vacío, es de 299 792 458 m (983 571 056 pies), que es la longitud de onda de una señal de radio de 1 Hz. Una señal de radio de 1 MHz tiene una longitud de onda de 299.8 m (984 pies).

## Propagación
El estudio de la propagación de radio, cómo se mueven las ondas de radio en el espacio libre y sobre la superficie de la Tierra, es de vital importancia en el diseño de sistemas de radio prácticos. Las ondas de radio que pasan por diferentes entornos experimentan reflexión, refracción, polarización, difracción y absorción. Diferentes frecuencias experimentan diferentes combinaciones de estos fenómenos en la atmósfera de la Tierra, haciendo que ciertas bandas de radio sean más útiles para propósitos específicos que otras. Los sistemas de radio prácticos utilizan principalmente tres técnicas diferentes de propagación de radio para comunicarse:
- Línea de visión: se refiere a las ondas de radio que viajan en línea recta desde la antena transmisora a la antena receptora. No requiere necesariamente un camino despejado; En frecuencias más bajas, las ondas de radio pueden pasar a través de edificios, follaje y otras obstrucciones. Este es el único método de propagación posible en frecuencias superiores a 30 MHz. En la superficie de la Tierra, la propagación de la línea de visión está limitada por el horizonte visual a aproximadamente 64 km (40 mi). Este es el método utilizado por los teléfonos celulares, transmisiones de FM, televisión y radar. Al utilizar antenas parabólicas para transmitir haces de microondas, los enlaces de relé de microondas punto a punto transmiten señales de televisión y teléfono a través de largas distancias hasta el horizonte visual. Las estaciones terrestres pueden comunicarse con satélites y naves espaciales a miles de millones de millas de la Tierra.
- Propagación indirecta: las ondas de radio pueden alcanzar puntos más allá de la línea de visión por difracción y reflexión.[10] La difracción permite que una onda de radio se doble alrededor de obstrucciones como el borde de un edificio, un vehículo o un giro en una sala. Las ondas de radio también se reflejan en superficies como paredes, pisos, techos, vehículos y el suelo. Estos métodos de propagación se producen en sistemas de comunicación por radio de corto alcance, como teléfonos celulares, teléfonos inalámbricos, walkie-talkies y redes inalámbricas. Un inconveniente de este modo es la propagación multirruta, en la que las ondas de radio viajan desde la antena transmisora a la receptora a través de múltiples rutas. Las olas interfieren, a menudo causando desvanecimiento y otros problemas de recepción.
- Ondas terrestres: en frecuencias inferiores a 2 MHz, en las bandas de onda media y onda larga, debido a la difracción, las ondas de radio polarizadas verticalmente pueden doblarse sobre colinas y montañas y propagarse más allá del horizonte, viajando como ondas superficiales que siguen el contorno de la Tierra. Esto permite que las estaciones de transmisión de onda media y onda larga tengan áreas de cobertura más allá del horizonte, a cientos de millas. A medida que la frecuencia disminuye, las pérdidas disminuyen y el rango alcanzable aumenta. Los sistemas de comunicaciones militares de muy baja frecuencia (VLF) y extremadamente baja frecuencia (ELF) pueden comunicarse en la mayor parte de la Tierra y con submarinos a cientos de pies bajo el agua.
- Ondas del cielo: en las ondas de onda media y onda corta, las ondas de radio se reflejan en las capas conductoras de partículas cargadas (iones) en una parte de la atmósfera llamada ionosfera. Así que las ondas de radio dirigidas en ángulo hacia el cielo pueden regresar a la Tierra más allá del horizonte; Esto se denomina propagación "skip" o "skywave". Mediante el uso de múltiples saltos, la comunicación a distancias intercontinentales se puede lograr. La propagación de Skywave es variable y depende de las condiciones atmosféricas; Es más confiable por la noche y en invierno. Ampliamente utilizado durante la primera mitad del siglo XX, debido a su falta de fiabilidad, la comunicación con ondas celestes se ha abandonado en su mayoría. Los usos restantes son los sistemas de radar militares sobre el horizonte (OTH), algunos sistemas automatizados, los radioaficionados y las estaciones de transmisión de onda corta para transmitir a otros países.

## Comunicación de radio
En los sistemas de comunicación por radio, la información se transporta a través del espacio utilizando ondas de radio. En el extremo de envío, la información a ser enviada, en forma de una señal eléctrica variable en el tiempo, se aplica a un transmisor de radio. La señal de información puede ser una señal de audio que representa el sonido de un micrófono, una señal de video que representa imágenes en movimiento de una cámara de video o una señal digital que representa datos de una computadora. En el transmisor, un oscilador electrónico genera una corriente alterna que oscila a una frecuencia de radio, llamada portadora porque sirve para "transportar" la información a través del aire. La señal de información se utiliza para modular el portador, alterando algún aspecto del mismo, "combinando" la información del portador. La portadora modulada se amplifica y se aplica a una antena. La corriente oscilante empuja los electrones en la antena hacia adelante y hacia atrás, creando campos eléctricos y magnéticos oscilantes, que irradian la energía lejos de la antena como ondas de radio. Las ondas de radio llevan la información a la ubicación del receptor.
En el receptor, los campos eléctricos y magnéticos oscilantes de la onda de radio entrante empujan los electrones de la antena receptora hacia adelante y hacia atrás, creando una pequeña tensión oscilante que es una réplica más débil de la corriente en la antena transmisora. Esta tensión se aplica al receptor de radio, que extrae la señal de información. El receptor primero utiliza un filtro de paso de banda para separar la señal de radio de la estación de radio deseada de todas las otras señales de radio captadas por la antena, luego amplifica la señal para que sea más fuerte y luego finalmente extrae la señal de modulación que contiene información en un demodulador. La señal recuperada se envía a un altavoz o audífono para producir sonido, o una pantalla de televisión para producir una imagen visible u otros dispositivos. Una señal de datos digitales se aplica a una computadora o microprocesador, que interactúa con un usuario humano.
Las ondas de radio de muchos transmisores pasan a través del aire simultáneamente sin interferir entre sí. Se pueden separar en el receptor porque las ondas de radio de cada transmisor oscilan a una velocidad diferente, en otras palabras, cada transmisor tiene una frecuencia diferente, medida en kilohercios (kHz), megahercios (MHz) o gigahercios (GHz). El filtro de paso de banda en el receptor consiste en un circuito sintonizado que actúa como un resonador, de manera similar a un diapasón. Tiene una frecuencia de resonancia natural a la que oscila. La frecuencia de resonancia se establece igual a la frecuencia de la estación de radio deseada. La señal de radio oscilante de la estación deseada hace que el circuito sintonizado oscile en simpatía, y pasa la señal al resto del receptor. Las señales de radio en otras frecuencias están bloqueadas por el circuito sintonizado y no se transmiten.

## Efectos biológicos y ambientales
Las ondas de radio son radiación no ionizante, lo que significa que no tienen suficiente energía para separar los electrones de los átomos o moléculas, ionizarlos o romper enlaces químicos, lo que provoca reacciones químicas o daños en el ADN. El principal efecto de la absorción de las ondas de radio por los materiales es calentarlos, de manera similar a las ondas infrarrojas irradiadas por fuentes de calor como un calentador de espacio o fuego de leña. El campo eléctrico oscilante de la onda hace que las moléculas polares vibren de un lado a otro, aumentando la temperatura; Así es como un horno de microondas cocina la comida. Sin embargo, a diferencia de las ondas infrarrojas, que se absorben principalmente en la superficie de los objetos y causan el calentamiento de la superficie, las ondas de radio pueden penetrar en la superficie y depositar su energía dentro de los materiales y tejidos biológicos. La profundidad a la que penetran las ondas de radio disminuye con su frecuencia y también depende de la resistividad y permitividad del material; viene dado por un parámetro llamado profundidad de la piel del material, que es la profundidad dentro de la cual se deposita el 63% de la energía. Por ejemplo, las ondas de radio de 2.45 GHz (microondas) en un horno de microondas penetran en la mayoría de los alimentos aproximadamente de 2,5 a 3,8 cm (1 a 1,5 pulgadas). Las ondas de radio se han aplicado al cuerpo durante 100 años en la terapia médica de la diatermia para el calentamiento profundo del tejido corporal, para promover un aumento del flujo sanguíneo y la curación. Más recientemente, se han utilizado para crear temperaturas más altas en el tratamiento de hipertermia, para matar las células cancerosas. Mirar una fuente de ondas de radio a corta distancia, como la guía de onda de un transmisor de radio en funcionamiento, puede causar daños en la lente del ojo al calentarse. Un haz suficientemente fuerte de ondas de radio puede penetrar en el ojo y calentar la lente lo suficiente como para causar cataratas.
Dado que el efecto de calentamiento no es, en principio, diferente de otras fuentes de calor, la mayoría de las investigaciones sobre los posibles riesgos para la salud de la exposición a las ondas de radio se han centrado en los efectos "no térmicos"; si las ondas de radio tienen algún efecto en los tejidos además del causado por el calentamiento. La radiación electromagnética ha sido clasificada por la Agencia Internacional para la Investigación del Cáncer (IARC, por sus siglas en inglés) como "posiblemente cancerígeno para los humanos", sobre la base de los limitados indicios encontrados en la literatura científica revisada en relación con el posible de riesgo de cáncer a través de la exposición personal a RF-EMF con el uso de teléfonos móviles. En este sentido la IARC subraya que los resultados hallados suponen sólo una débil prueba.
Las ondas de radio pueden protegerse contra una hoja o pantalla de metal conductor, un recinto de hoja o pantalla se llama jaula de Faraday. Una pantalla de metal protege contra las ondas de radio, así como una hoja sólida, siempre y cuando los agujeros en la pantalla sean más pequeños que aproximadamente 1/20 de la longitud de onda de las ondas.

## Medición
Dado que la radiación de radiofrecuencia tiene componentes eléctricos y magnéticos, a menudo es conveniente expresar la intensidad del campo de radiación en términos de unidades específicas para cada componente. La unidad de voltios por metro (V / m) se usa para el componente eléctrico, y la unidad de amperios por metro (A / m) se usa para el componente magnético. Se puede hablar de un campo electromagnético, y estas unidades se utilizan para proporcionar información sobre los niveles de intensidad del campo eléctrico y magnético en una ubicación de medición.